# Record du monde de V-Cube 7
| Temps         | Compétiteur          | Nationalité | Lieu                                         | Date              |
| ------------- | -------------------- | ----------- | -------------------------------------------- | ----------------- |
| 1 min 34 s 15 | Max Park             | États-Unis  | Rubik's WCA North American Championship 2024 | 19 juillet 2024   |
| 1 min 35 s 68 | Max Park             | États-Unis  | Marshall Cubing September 2022               | 24 septembre 2022 |
| 1 min 40 s 89 | Max Park             | États-Unis  | CubingUSA Nationals 2019                     | 1er août 2019     |
| 1 min 44 s 02 | Max Park             | États-Unis  | WCA World Championship 2019                  | 12 juillet 2019   |
| 1 min 47 s 89 | Max Park             | États-Unis  | WCCT Fresno 2018                             | 14 juillet 2018   |
| 1 min 57 s 76 | Kevin Hays           | États-Unis  | Rose City 2018                               | 9 juin 2018       |
| 1 min 59 s 89 | Max Park             | États-Unis  | COpen2 2018                                  | 14 avril 2018     |
| 1 min 59 s 95 | Kevin Hays           | États-Unis  | Heartland Champs 2018                        | 10 mars 2018      |
| 2 min 06 s 73 | Feliks Zemdegs       | Australie   | World Championship 2017                      | 13 juillet 2017   |
| 2 min 14 s 09 | Feliks Zemdegs       | Australie   | London Open 2017                             | 8 juillet 2017    |
| 2 min 14 s 55 | Wong Kin Lok         | Hong Kong   | Wuhan NxN Open 2017                          | 20 mai 2017       |
| 2 min 18 s 13 | Feliks Zemdegs       | Australie   | Cubing Classic 2017                          | 18 mars 2017      |
| 2 min 20 s 66 | Feliks Zemdegs       | Australie   | Euro 2016                                    | 16 juillet 2016   |
| 2 min 23 s 55 | Feliks Zemdegs       | Australie   | World Championship 2015                      | 17 juillet 2015   |
| 2 min 34 s 64 | Michał Halczuk       | Pologne     | Speed Days Kraśnik 2015                      | 31 mai 2015       |
| 2 min 36 s 58 | Vladislav Shavelskiy | Russie      | Moscow Spring Open 2015                      | 13 mars 2015      |
| 2 min 38 s 93 | Vladislav Shavelskiy | Russie      | CCC Autumn Open 2014                         | 4 octobre 2014    |
| 2 min 39 s 41 | Lin Chen             | Chine       | Shanghai Spring 2014                         | 2 mars 2014       |
| 2 min 40 s 11 | Bence Barát          | Hongrie     | Austrian Big Cube Open 2013                  | 25 août 2013      |
| 2 min 41 s 63 | Lin Chen             | Chine       | Hangzhou 2012                                | 22 septembre 2012 |
| 2 min 54 s 56 | Lin Chen             | Chine       | Hangzhou 2012                                | 22 septembre 2012 |
| 3 min 05 s 80 | Lin Chen             | Chine       | Qingdao Open 2012                            | 29 juillet 2012   |
| 3 min 10 s 71 | Lin Chen             | Chine       | Shanghai Summer 2012                         | 22 juillet 2012   |
| 3 min 13 s 11 | Lin Chen             | Chine       | Hefei Spring 2012                            | 11 mars 2012      |
| 3 min 13 s 19 | Michał Halczuk       | Pologne     | Polish Nationals 2011                        | 13 août 2011      |
| 3 min 17 s 97 | Michał Halczuk       | Pologne     | Swierklany Open 2011                         | 23 juillet 2011   |
| 3 min 25 s 91 | Michał Halczuk       | Pologne     | Pabianice Open 2010                          | 19 septembre 2010 |
| 3 min 28 s 72 | Michał Halczuk       | Pologne     | Pabianice Open 2010                          | 18 septembre 2010 |
| 3 min 33 s 25 | Bence Barát          | Hongrie     | Austrian Open 2010                           | 31 juillet 2010   |
| 3 min 37 s 38 | Bence Barát          | Hongrie     | Czech Open 2010                              | 16 juillet 2010   |
| 3 min 43 s 15 | Michal Halczuk       | Pologne     | World Championship 2009                      | 11 octobre 2009   |
| 3 min 47 s 36 | Yu Nakajima          | Japon       | Osaka Open 2009                              | 28 mars 2009      |
| 3 min 56 s 06 | Michal Halczuk       | Pologne     | Polish Nationals 2009                        | 22 février 2009   |
| 4 min 16 s 47 | Michael Gottlieb     | États-Unis  | EPGY Stanford Winter 2009                    | 14 février 2009   |
| 4 min 49 s 13 | Hsuan Chang          | Taïwan      | Taïwan Winter Open 2009                      | 8 février 2009    |
| 6 min 07 s 00 | Claes Hedin          | Suède       | Norrköping Open 2009                         | 7 février 2009    |

| Temps         | Compétiteur      | Nationalité | Lieu                                  | Date              |
| ------------- | ---------------- | ----------- | ------------------------------------- | ----------------- |
| 1 min 39 s 68 | Max Park         | États-Unis  | Nub Open Yucaipa 2024                 | 27 avril 2024     |
| 1 min 41 s 78 | Max Park         | États-Unis  | University Heights Cubing Winter 2024 | 20 janvier 2024   |
| 1 min 42 s 12 | Max Park         | États-Unis  | Marshall Cubing September 2022        | 24 septembre 2022 |
| 1 min 46 s 57 | Max Park         | États-Unis  | Houston Winter 2020                   | 25 janvier 2020   |
| 1 min 50 s 10 | Max Park         | États-Unis  | WCA World Championship 2019           | 12 juillet 2019   |
| 1 min 51 s 63 | Max Park         | États-Unis  | CubeChella 2018                       | 22 décembre 2018  |
| 1 min 57 s 10 | Max Park         | États-Unis  | WCCT Fresno 2018                      | 14 juillet 2018   |
| 2 min 04 s 32 | Max Park         | États-Unis  | COpen2 2018                           | 14 avril 2018     |
| 2 min 08 s 71 | Kevin Hays       | États-Unis  | Heartland Champs 2018                 | 10 mars 2018      |
| 2 min 13 s 12 | Max Park         | États-Unis  | Thanks Four The Invite 2018           | 13 janvier 2018   |
| 2 min 14 s 04 | Feliks Zemdegs   | Australie   | China's 10th Anniversary 2017         | 1er octobre 2017  |
| 2 min 15 s 07 | Kevin Hays       | États-Unis  | Puget Sound Fall 2017                 | 23 septembre 2017 |
| 2 min 15 s 07 | Feliks Zemdegs   | Australie   | World Championship 2017               | 13 juillet 2017   |
| 2 min 18 s 65 | Feliks Zemdegs   | Australie   | London Open 2017                      | 8 juillet 2017    |
| 2 min 18 s 96 | Feliks Zemdegs   | Australie   | LatAm Tour - Cochabamba 2017          | 17 juin 2017      |
| 2 min 21 s 81 | Feliks Zemdegs   | Australie   | LatAm Tour - Montevideo 2017          | 14 juin 2017      |
| 2 min 22 s 55 | Feliks Zemdegs   | Australie   | Sydney Championship 2016              | 18 décembre 2016  |
| 2 min 25 s 06 | Feliks Zemdegs   | Australie   | Euro 2016                             | 16 juillet 2016   |
| 2 min 30 s 14 | Feliks Zemdegs   | Australie   | Melbourne Cube Days 2015              | 7 novembre 2015   |
| 2 min 33 s 73 | Feliks Zemdegs   | Australie   | World Championship 2015               | 18 juillet 2015   |
| 2 min 42 s 85 | Kevin Hays       | États-Unis  | Clock N' Stuff 2015                   | 23 mai 2015       |
| 2 min 46 s 85 | Mattia Furlan    | Italie      | Slovenian Open 2015                   | 19 avril 2015     |
| 2 min 48 s 03 | Mattia Furlan    | Italie      | Austrian BCO 2014                     | 15 novembre 2014  |
| 2 min 48 s 16 | Feliks Zemdegs   | Australie   | US Nationals 2014                     | 2 août 2014       |
| 2 min 52 s 09 | Feliks Zemdegs   | Australie   | Australian Nationals 2013             | 8 septembre 2013  |
| 2 min 52 s 19 | Bence Barát      | Hongrie     | Austrian Big Cube Open 2013           | 25 août 2013      |
| 2 min 54 s 77 | Kevin Hays       | États-Unis  | World Championship 2013               | 28 juillet 2013   |
| 2 min 56 s 85 | Lin Chen         | Chine       | Hangzhou 2012                         | 22 septembre 2012 |
| 3 min 01 s 54 | Lin Chen         | Chine       | Hangzhou 2012                         | 22 septembre 2012 |
| 3 min 13 s 56 | Lin Chen         | Chine       | Qingdao Open 2012                     | 29 juillet 2012   |
| 3 min 18 s 35 | Lin Chen         | Chine       | Shanghai Summer 2012                  | 22 juillet 2012   |
| 3 min 20 s 47 | Lin Chen         | Chine       | Hefei Spring 2012                     | 11 mars 2012      |
| 3 min 21 s 22 | Lin Chen         | Chine       | Hefei Spring 2012                     | 11 mars 2012      |
| 3 min 25 s 10 | Michał Halczuk   | Pologne     | Swierklany Open 2011                  | 23 juillet 2011   |
| 3 min 33 s 63 | Michał Halczuk   | Pologne     | V-CUBE Spiel 2010                     | 24 octobre 2010   |
| 3 min 38 s 43 | Michał Halczuk   | Pologne     | Pabianice Open 2010                   | 19 septembre 2010 |
| 3 min 40 s 33 | Michał Halczuk   | Pologne     | Polish Nationals 2010                 | 28 août 2010      |
| 3 min 43 s 06 | Bence Barát      | Hongrie     | Czech Open 2010                       | 16 juillet 2010   |
| 3 min 55 s 67 | Bence Barát      | Hongrie     | Czech Open 2010                       | 16 juillet 2010   |
| 3 min 57 s 71 | Dan Cohen        | États-Unis  | Big Cubes Summer 2009                 | 26 juillet 2009   |
| 4 min 01 s 73 | Yu Nakajima      | Japon       | Osaka Open 2009                       | 28 mars 2009      |
| 4 min 01 s 99 | Michal Halczuk   | Pologne     | Polish Nationals 2009                 | 22 février 2009   |
| 4 min 31 s 26 | Michael Gottlieb | États-Unis  | EPGY Stanford Winter 2009             | 14 février 2009   |
| 4 min 52 s 57 | Hsuan Chang      | Taïwan      | Taïwan Winter Open 2009               | 8 février 2009    |